# Sujana Shrestha
Sujana Shrestha (* 5. Dezember 1988) ist eine nepalesische Badmintonspielerin. 

## Karriere
Sujana Shrestha nahm 2006 und 2010 an den Südasienspielen teil. Dort gewann sie mit dem Damenteam aus Nepal jeweils Bronze. Bei den Asienspielen 2010 schied sie dagegen schon in der Vorrunde aus. Im selben Jahr nahm sie auch an der Badminton-Asienmeisterschaft teil.

## Referenzen
- Sujana Shrestha beim Badminton-Weltverband

| Personendaten    | Personendaten                   |
| ---------------- | ------------------------------- |
| NAME             | Shrestha, Sujana                |
| KURZBESCHREIBUNG | nepalesische Badmintonspielerin |
| GEBURTSDATUM     | 5. Dezember 1988                |